# Зайцев, Василий Георгиевич
Василий Георгиевич Зайцев (1916—1956) — советский лётчик-штурмовик, участник Великой Отечественной войны, майор, Герой Советского Союза (1945).

## Биография
Родился 23 марта 1916 года[по какому календарю?] в Ставрополе в рабочей семье. Затем семья переехала в Артёмовск, где он закончил 7 классов и поступил в индустриальный техникум. В 1936 году окончил индустриальный техникум и переехал в Куйбышев, где работал техником-строителем.
Окончил летную школу в городе Чкалове и там вступил в партию. В 1939 году вернулся в Ворошиловск (Ставрополь). С 1939 года был лётчиком-инструктором Ворошиловского аэроклуба. После начала войны аэроклуб был расформирован, а Зайцева перевели лётчиком-инструктором в одно из авиационных училищ.
С августа 1943 года — на фронтах Великой Отечественной войны; участвовал в боях на Воронежском, Калининском, 1-м Прибалтийском фронтах.
К августу 1944 года старший лейтенант Василий Зайцев командовал эскадрильей 766-го штурмового авиаполка 211-й штурмовой авиадивизии 3-й воздушной армии 1-го Прибалтийского фронта. К тому времени он совершил 104 боевых вылета на штурмовку скоплений боевой техники и живой силы, военных объектов противника.
Указом Президиума Верховного Совета СССР от 23 февраля 1945 года за «мужество, отвагу и героизм, проявленные на фронте борьбы с немецкими захватчиками», старший лейтенант Василий Зайцев был удостоен высокого звания Героя Советского Союза с вручением ордена Ленина и медали «Золотая Звезда» за номером 4177.
После окончания войны Зайцев продолжил службу в Советской Армии. В 1954 году в звании майора он был уволен в запас. Вернулся в Ставрополь, где скончался 30 сентября 1956 года.
Был также награждён четырьмя орденами Красного Знамени, орденами Александра Невского, Отечественной войны 1-й степени, Красной Звезды, рядом медалей.
В честь Зайцева названы улицы в Ставрополе и Карталах.